# Estland-Zweeds

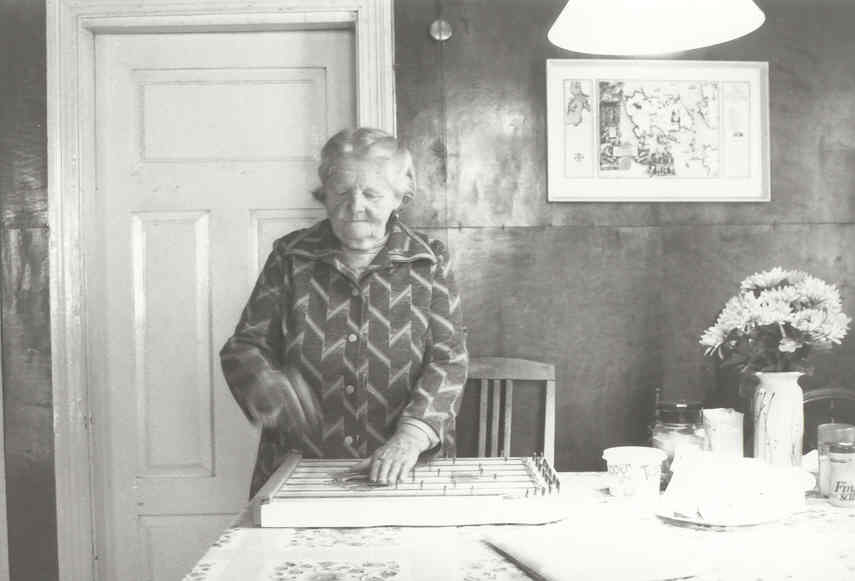
De Estlandzweedse Maria Murman speelt een eeuwenoud Zweeds liedje op een citer in haar huis op Vormsi.

Het Estland-Zweeds (Zweeds: estlandssvenska; Estisch: rannarootsi keel) is een (bijna) uitgestorven dialect van het Zweeds, dat in Estland werd gesproken. Het hoorde bij de Oost-Zweedse dialecten en werd door de Estlandzweden gesproken op de eilanden Vormsi, Saaremaa, Hiiumaa en Ruhnu. Tot de Tweede Wereldoorlog was het naast het Estisch, de omgangstaal én de officiële taal op deze eilanden. 

## Voorbeeld
Estlandzweeds:
Stick tälknin i stolpan o hälvtor stolpan topa kalkan, säte Halmen o Hälma färe kalkan o ker te Nuckö toka.
Standaardzweeds:
Stick täljkniven i stolpen och vält stolpen på kälken, sätt Hjälmen och Hjälma för kälken och kör till Nuckö.